# Archidendron utile
Archidendron utile är en ärtväxtart som först beskrevs av Woon Young Chun och Foon Chew How, och fick sitt nu gällande namn av Ivan Christian Nielsen. Archidendron utile ingår i släktet Archidendron och familjen ärtväxter. Inga underarter finns listade i Catalogue of Life.